# Stonehaven
Stonehaven (/stoʊnˈheɪvən/, scots : Steenhive [stinˈhaiv]) és una ciutat d'Escòcia. Es troba a la costa nord-est d'Escòcia i tenia 11.602 en el cens de 2011.
Després de la desaparició de la ciutat de Kincardine, que va ser abandonada gradualment després de la destrucció del seu castell reial a les Guerres de la Independència, el Parlament escocès va convertir Stonehaven en la ciutat successora del comtat de Kincardineshire. Actualment s'administra com a part de l'autoritat unitària d'Aberdeenshire.
Stonehaven va créixer al voltant d'un poble de pescadors de l'edat del ferro, avui l' "Auld Toon" ("ciutat vella"), i s'haa expandit terra endins des de la vora del mar. Fins al segle XVI, mapes antics indiquen que la ciutat es deia Stonehyve, Stonehive, o Duniness. És anomeada informalment pels seus habitants com Stoney.
Actualment, les indústries principals de la ciutat són els serveis marítims i el turisme, amb el famós castell de Dunnottar, que atrau un gran nombre de turistes cada any.